# 사카에촌 (도쿠시마현)
사카에촌(栄村)은 도쿠시마현 이타노군에 있던 촌이다. 

## 역사
- 1889년 10월 1일 - 정촌제 시행에 의해 6촌의 구역으로 성립하였다.
- 1955년 2월 11일 - 반자이정, 마쓰사카촌과 합병해 이타노정이 성립, 동일 사카에촌은 폐지되었다.

## 교통

### 도로
현재는 도쿠시마 자동차도로가 구촌 지역을 통과하고 있지만, 당시에는 미개통이었다. 

## 참고문헌
- 角川日本地名大辞典 36 徳島県